# Los Parques
Los Parques är en ort i Mexiko.   Den ligger i kommunen García och delstaten Nuevo León, i den centrala delen av landet, 700 km norr om huvudstaden Mexico City. Los Parques ligger 619 meter över havet och antalet invånare är 1 749.
Terrängen runt Los Parques är varierad. Runt Los Parques är det mycket tätbefolkat, med 1 266 invånare per kvadratkilometer. Närmaste större samhälle är San Nicolás de los Garza, 18,1 km öster om Los Parques. Omgivningarna runt Los Parques är i huvudsak ett öppet busklandskap.